# Miletus (geslacht)
Miletus is een geslacht van vlinders uit de familie Lycaenidae en de onderfamilie Miletinae.

## Soorten
- M. ageles Fruhstorfer
- M. agragas (Doherty, 1891)
- M. ancon (Doherty, 1889)
- M. apelles (Fabricius, 1775)
- M. apollo (Miskin, 1891)
- M. archilochus (Fruhstorfer, 1913)
- M. architas Salvin
- M. atimonicus Murayama & Okamura, 1973
- M. biggsii (Distant)
- M. boisduvali Moore, 1857
- M. cataleucus (Fruhstorfer, 1913)
- M. celinus Eliot, 1961
- M. cellarius (Fruhstorfer, 1913)
- M. coelisparsus Butler, 1883
- M. cratexas Salv.
- M. chinensis Felder, 1862
- M. docus Druce, 1875
- M. doleschalli (Felder, 1860)
- M. drucei (Semper, 1889)
- M. dryone Smith & Kirby
- M. erythrina Waterhouse & Lyell, 1909
- M. euclides (Miskin, 1889)
- M. floresianus Fruhstorfer
- M. gaesa (De Nicéville, 1895)
- M. gaetulus (De Nicéville, 1895)
- M. gallus (De Nicéville, 1895)
- M. gopara (De Nicéville, 1890)
- M. heracleion (Doherty, 1891)
- M. insignis Staudinger, 1888
- M. lahomius Kheil, 1884
- M. leos (Guérin-Meneville, 1829)
- M. mallus (Fruhstorfer, 1913)
- M. melanion Felder, 1865
- M. milesius Röber, 1926
- M. miskini Waterhouse, 1903

- M. modestus Röber, 1926
- M. moorei Druce
- M. narcissus Felder
- M. natunensis van Eecke
- M. nymphis (Fruhstorfer, 1913)
- M. panaetha Waterhouse & Lyell, 1909
- M. plautus (Fabricius, 1793)
- M. poltinus Grose-Smith
- M. polydetus Linnaeus
- M. pretiosus (Smith, 1894)
- M. pyane Waterhouse & Lyell, 1914
- M. pythias (Felder, 1865)
- M. regina Druce, 1873
- M. ribbei Röber
- M. sinensis Felder
- M. siren (Smith, 1894)
- M. stotharti Rothschild, 1917
- M. symethus (Cramer, 1779)
- M. takanamii Eliot
- M. tayoyana (Evans, 1932)
- M. valeus (Fruhstorfer, 1913)
- M. zeuxis Staudinger
- M. zinckenii Felder, 1865